# Ауле
Ауле је измишљени лик из романа Силмарилион и Господар прстенова енглеског писца Роналда Руела Толкина.
Ауле је чувени Валар, који се у Толкиновим књигама описују као богови који су населили свет. Носи надимак Ковач, али такође зван Творац Планина, јер Ауле је учинио више од свих Валара у обликовању Арде. Он је начинио Светиљке Валара и исковао барке које држе Сунце и Месец. Ауле је мајстор свих заната и изумитељ свих метала и драгог камења. Међу Патуљцима је познат као Ма-хал, што значи „Творац”, јер је он био тај који је зачео и обликовао њихову расу из земље и камена, који је научио нолдорске Вилењаке прављењу драгуља и клесању камена. Куће Аулеове се налазе у централном Валинору. Његова супруга је Јавана Плодоносна.